# Бояркин, Никита Евгеньевич
Никита Евгеньевич Бояркин (род. 7 октября 1998, Караганда) — казахстанский хоккеист, вратарь. Игрок системы клуба КХЛ «Барыс».

## Биография
Никита Бояркин является воспитанником карагандинской ОСДЮШОР по хоккею с шайбой из родного города Караганда. В составе юношей Бояркин начал выступать на уровне Первенства России среди юношей по региону Сибирь — Дальний Восток.
В 2014 году на молодого вратаря обратил внимание клуб «Беркут», в составе которого Бояркин дебютировал на профессиональном уровне в чемпионате Казахстана. В 2016 году Бояркин подписал контракт с новообразованным клубом «Темиртау», созданным на базе двух команд — «Беркут» и «Арыстан». Начиная с 2017 года Никита Бояркин стал привлекаться к играм в составе «Сарыарки» на уровне чемпионата ВХЛ. В сезоне 2018/2019, в составе «Сарыарки» стал обладателем главного трофея лиги — кубка Петрова. В сезоне 2020/2021 стал чемпионом Казахстана.
Летом 2021 года, хоккейный клуб «Барыс», по средствам обмена, подписал двусторонний, двухгодичный контракт с Бояркиным. Дебютной на уровне КХЛ встречей для вратаря стала домашняя игра против уфимского «Салавата Юлаева».

## Карьера в сборной
Никита Бояркин прошёл всю вертикаль развития, начиная от юниорской, вплоть до попадания в состав основной сборной Казахстана. В 2021 году, впервые принял участие в чемпионате Мира, который проходил с 21 мая по 6 июня 2021 года в Латвии. На этом турнире вошёл в тройку лучших игроков первенства, совершив 184 сейва (92,9% отражённых бросков) в 6 матчах.